# Túnel René Konen
El Túnel René Konen (en francès: Tunnel René Konen, col·loquialment conegut Tunnel du Saint-Esprit), és un túnel de carretera de 655 metres, situat a la part sud de la ciutat de Luxemburg. Consta de dos carrils de trànsit en un sol sentit cap al nord, sota la Ville Haute, sense passar pels carrers estrets ni la zona per als vianants del cor de la ciutat.

## Inauguració
El 5 de novembre de 1998, va ser inaugurat oficialment per René Konen, membre del Partit Democràtic, que va servir com a ministre d'Obres Públiques des de 1979 fins a 1984 al gabinet de Pierre Werner, i que va iniciar la construcció del túnel

## Recorregut
A l'extrem sud (49° 36′ 29″ N, 6° 07′ 59″ E / 49.60816°N,6.13294°E), el túnel s'alimenta per la Passerelle, que porta[el trànsit de Gare, al costat sud de la vall de la Pétrusse. L'entrada del túnel es troba sota la Ciutat de la Justícia.
A 100 metres, passa per sota el Cambra de Diputats de Luxemburg (49° 36′ 38″ N, 6° 07′ 59″ E / 49.61066°N,6.13300°E) i es dirigeix novament a l'esquerra en una llarg revolt.
En el seu extrem nord (49° 36′ 49″ N, 6° 07′ 55″ E / 49.61363°N,6.13197°E) el túnel emergeix just a l'oest de la vall de l'Alzette, en camí cap a la seva divisió en dos, pel boulevard Royal, a l'oest i al Côte d'Eich, al nord.